# Neoserica
Neoserica är ett släkte av skalbaggar. Neoserica ingår i familjen Melolonthidae.

## Dottertaxa tillNeoserica, i alfabetisk ordning[1]
- Neoserica abnormis
- Neoserica absoluta
- Neoserica acceptabilis
- Neoserica aequalis
- Neoserica antennalis
- Neoserica armata
- Neoserica arunachalana
- Neoserica ascripticia
- Neoserica assamensis
- Neoserica austera
- Neoserica balabaca
- Neoserica bannapensis
- Neoserica baryca
- Neoserica basilica
- Neoserica bataviana
- Neoserica batoeana
- Neoserica bedieri
- Neoserica bibosa
- Neoserica bombycina
- Neoserica borneensis
- Neoserica brastagiensis
- Neoserica brevicollis
- Neoserica brevicrus
- Neoserica bruneica
- Neoserica butuana
- Neoserica carneola
- Neoserica castanescens
- Neoserica changrae
- Neoserica ciliata
- Neoserica ciliatipennis
- Neoserica clypeata
- Neoserica crenatolineata
- Neoserica curticrus
- Neoserica deceptor
- Neoserica denticulata
- Neoserica dichroa
- Neoserica dilleri
- Neoserica diversipennis
- Neoserica elisabethae
- Neoserica endroedii
- Neoserica enganoana
- Neoserica exoleta
- Neoserica fanjingshanica
- Neoserica fecunda
- Neoserica felschei
- Neoserica femoralis
- Neoserica finitima
- Neoserica fischeri
- Neoserica flavorufa
- Neoserica flexiclava
- Neoserica fraterna
- Neoserica fruhstorferi
- Neoserica fukiensis
- Neoserica fuscula
- Neoserica garlangensis
- Neoserica gebieni
- Neoserica grandis
- Neoserica gressitti
- Neoserica grossepunctata
- Neoserica harrarensis
- Neoserica heringi
- Neoserica heterophylla
- Neoserica hirokazui
- Neoserica ikuthana
- Neoserica inclinata
- Neoserica incompta
- Neoserica indistincta
- Neoserica inops
- Neoserica inspergata
- Neoserica insulana
- Neoserica javana
- Neoserica jinggangshanica
- Neoserica kalliesi
- Neoserica kannegieteri
- Neoserica kaskiensis
- Neoserica kilimandscharoana
- Neoserica kochi
- Neoserica kuaichangensis
- Neoserica kulzeri
- Neoserica lampei
- Neoserica lamuensis
- Neoserica laotica
- Neoserica legitima
- Neoserica lenangensis
- Neoserica limbangica
- Neoserica litoralis
- Neoserica lombokiana
- Neoserica longiclava
- Neoserica lubrica
- Neoserica lucidifrons
- Neoserica lucifuga
- Neoserica lutea
- Neoserica lutulosa
- Neoserica luzonica
- Neoserica maculata
- Neoserica madurana
- Neoserica makilingica
- Neoserica malaccana
- Neoserica matura
- Neoserica medana
- Neoserica miniatula
- Neoserica minima
- Neoserica moffartsi
- Neoserica montana
- Neoserica mucronota
- Neoserica mukdahan
- Neoserica multiflabellata
- Neoserica multifoliata
- Neoserica nangana
- Neoserica natalensis
- Neoserica nathani
- Neoserica niasica
- Neoserica nigrescens
- Neoserica nigrofusca
- Neoserica nigrosetosa
- Neoserica nitens
- Neoserica nitidirostris
- Neoserica nitidula
- Neoserica nyassica
- Neoserica obesa
- Neoserica obscura
- Neoserica opacula
- Neoserica ovata
- Neoserica padangensis
- Neoserica panganiensis
- Neoserica parursina
- Neoserica pavicana
- Neoserica penangica
- Neoserica peninsularis
- Neoserica perakensis
- Neoserica phuphanensis
- Neoserica phuruaensis
- Neoserica picea
- Neoserica pilosula
- Neoserica plasoni
- Neoserica preangerensis
- Neoserica principalis
- Neoserica probsti
- Neoserica propria
- Neoserica pseudovulpina
- Neoserica pubiforceps
- Neoserica puncticeps
- Neoserica quadriflabellata
- Neoserica quadrilamellata
- Neoserica quinqueflabellata
- Neoserica ritsemae
- Neoserica rubiginea
- Neoserica rubra
- Neoserica rufobrunnea
- Neoserica rufofusca
- Neoserica rufula
- Neoserica rugiceps
- Neoserica rugosa
- Neoserica rutilans
- Neoserica sandeana
- Neoserica sangangana
- Neoserica satura
- Neoserica saturella
- Neoserica semipubescens
- Neoserica senegalensis
- Neoserica septemfoliata
- Neoserica septemlamellata
- Neoserica sericata
- Neoserica setifrons
- Neoserica setipennis
- Neoserica setiventris
- Neoserica setosicollis
- Neoserica sexfoliata
- Neoserica sharpi
- Neoserica shibingensis
- Neoserica siantarensis
- Neoserica signativentris
- Neoserica silvestris
- Neoserica sladeni
- Neoserica soekarandana
- Neoserica speciosa
- Neoserica spinicrus
- Neoserica splendifica
- Neoserica squalida
- Neoserica squamifera
- Neoserica squamuligera
- Neoserica sterilis
- Neoserica strbai
- Neoserica surigaoana
- Neoserica suturata
- Neoserica tamdaoensis
- Neoserica tonkinensis
- Neoserica transvaalensis
- Neoserica transvaalica
- Neoserica ukereweana
- Neoserica uncinata
- Neoserica unicolor
- Neoserica uniformis
- Neoserica ursina
- Neoserica validipes
- Neoserica wapiensis
- Neoserica variegata
- Neoserica vasta
- Neoserica weyersi
- Neoserica vicina
- Neoserica vietnamensis
- Neoserica vulpina
- Neoserica zanzibarica